# Nicolaus Brylinger

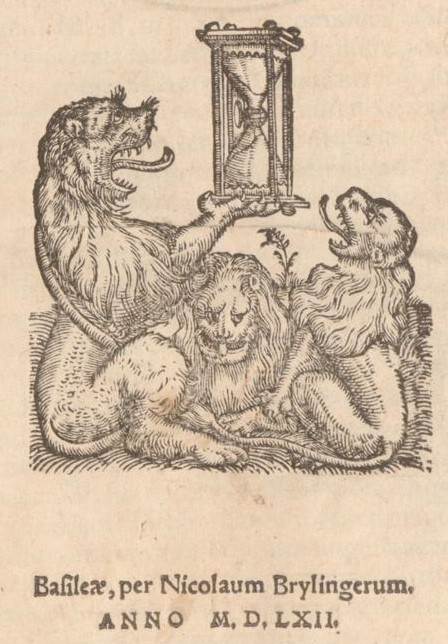
Druckerzeichen von Nicolaus Brylinger (Universitätsbibliothek Basel)

Nicolaus Brylinger (* um 1515; † 1565) war ein Basler Buchdrucker.

## Leben
Nicolaus Brylinger wurde am 25. März 1536 in Basel eingebürgert und trat gleichzeitig der Hausgenossenzunft bei, wahrscheinlich nachdem er Anna von Brunn, die Witwe des Buchdruckers Thomas Wolff geheiratet hatte. Im selben Jahr begann er zusammen mit dem Buchdrucker Bartholomäus Westheimer zu drucken. Zwei Jahre später trennte er sich von diesem und arbeitete allein oder in Kooperation mit anderen Buchdruckern wie Bartholomäus Calybaeus (Staehelin), Johannes Oporin und Sebastian Franck. Die Offizin Brylingers stand am Heuberg in Basel. Weil Brylinger die Schrift Bedencken vonn dem Kriege des deutschen Rechtswissenschaftlers Basilius Monner gedruckt hatte, wurde er 1557 auf der Frankfurter Messe inhaftiert.
Christina, die Tochter Brylingers, heiratete einen der Buchdrucker Gemusaeus, Sara Wolff, seine Stieftochter, den Buchdrucker Bartholomäus Stähelin.
Die Erben Brylingers und Marx Russinger führten die Druckerei weiter. Später wurde sie wahrscheinlich vom Buchdrucker Leonhard Ostein übernommen.

## Werk
Nicolaus Brylinger druckte in den Jahren 1536–1565 antike Autoren, theologische Werke und Bibeln, vorwiegend in lateinischer Sprache. Ungefähr 240 Drucke sind heute noch erhalten.